# Pelias

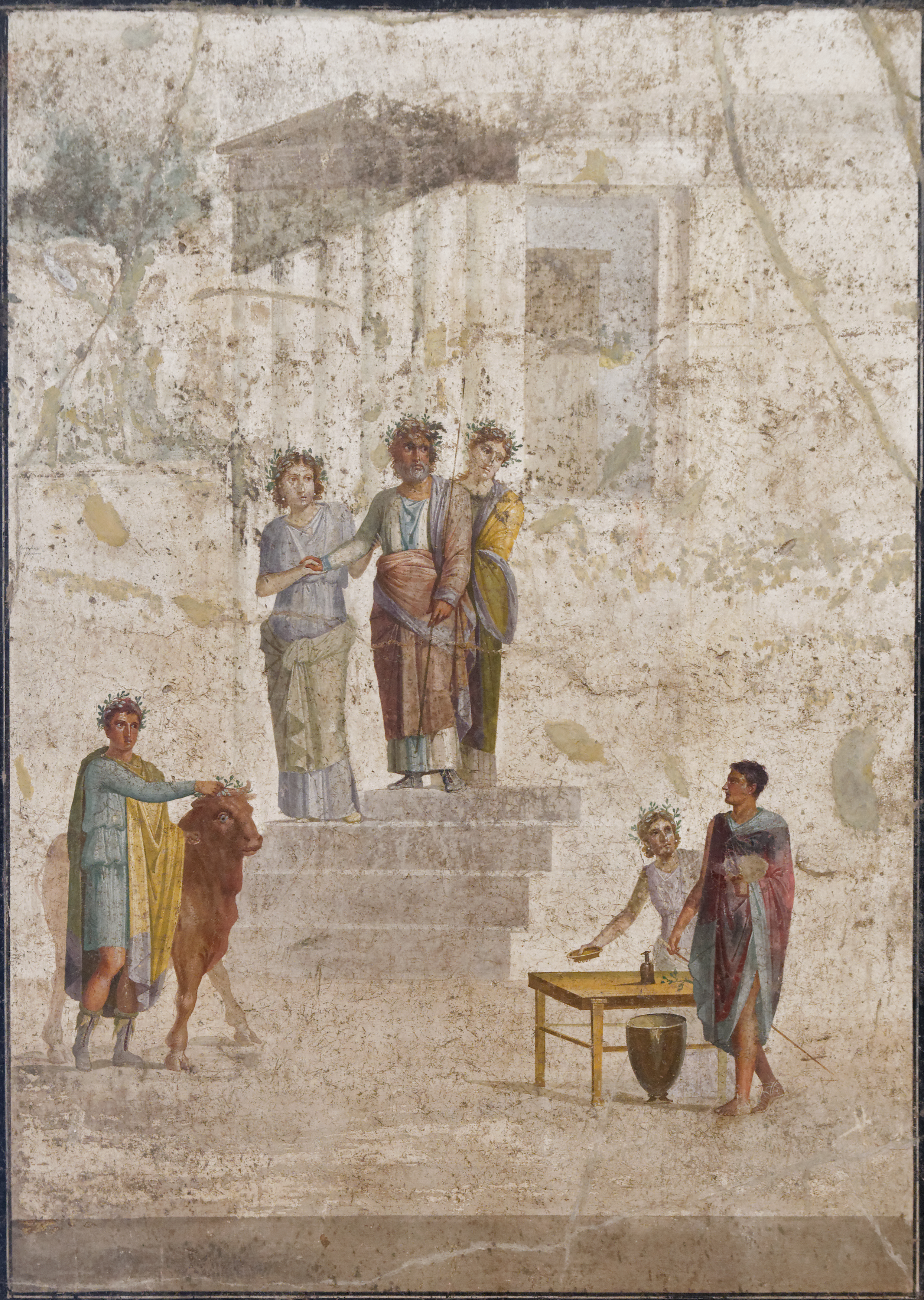
Pelias, vua thành Iolcos đứng lại trên bậc thang trong đền thờ khi ông nhận ra Jason đi thiếu một chiếc dép; bức bích hoạ cổ tại Pompeii, thế kỉ I sau Công nguyên.

Pelias (/ˈpiːliæs/ PEE-lee-ass; tiếng Hy Lạp: Πελίας) là vua của Iolcus trong thần thoại Hy Lạp. Ông là người đã đưa ra thử thách đi tìm Bộ lông cừu vàng cho người anh hùng Jason.

## Phả hệ
Pelias là con trai của Tyro và Poseidon. Vợ của Pelias là Anaxibia, con gái của Bias hoặc Phylomache, con gái của Amphion. Ông là cha của Acastus, Pisidice, Alcestis, Pelopia, Hippothoe, Amphinome, Evadne, Asteropeia, Antinoe và Medusa. Những người con gái này đôi khi được gọi chung với cái tên Peliade theo tên cha của họ.

## Thần thoại

### Ra đời và trở thành Vua của Iolcus
Tyro kết hôn với Vua Cretheus của Iolcus. Hai vợ chồng có với nhau ba người con trai là Aeson, Pherês, và Amythaon. Tuy nhiên, bà đem lòng yêu thần sông Enipeus. Bà theo đuổi Enipeus, dù cho ông đã từ chối lời tán tỉnh của bà. Một ngày, thần Poseidon tràn đầy ham muốn với Tyro, ông cải trang thành Enipeus và ăn nằm với bà. Kết quả là hai người có với nhau cặp con trai sinh đôi: Pelias và Neleus.
Tyro bỏ các con lên núi để cho chúng chết, nhưng một người chăn gia súc tìm thấy chúng rồi một mình nuôi dưỡng chúng, theo như một câu chuyện kể lại, hoặc là một người hầu đã nuôi dưỡng chúng. Khi đến tuổi trưởng thành, Pelias và Neleus đi tìm Tyro. Họ giết chết mẹ kế của bà là Sidero vì đã ngược đãi bà (Sidero lẩn trốn vào đền thờ thần Hera nhưng Pelias vẫn tới giết bà, điều đó đã gây ra sự căm ghét của Hera đối với Pelias).
Pelias thèm khát quyền lực, ông ao ước muốn được cai trị toàn bộ Thessaly. Vì vậy, ông đày Neleus và Pherês đi, sau đó giam cầm Aeson ở Iolcus (nơi ngày nay là thành phố Volos). Trong thời gian bị cầm tù, Aeson kết hôn và có vài người con, trong đó nổi tiếng nhất là Jason. Aeson gửi Jason đi khỏi Iolcus. Ông lo sợ rằng Pelias sẽ giết con trai mình vì cậu có thể là người thừa kế ngai vàng.
Jason lớn lên dưới sự chăm sóc, nuôi dưỡng của nhân mã Chiron trên sườn núi Pelion. Trong khi đó Pelias rất sợ hãi khi nghe lời cảnh báo của một tu sũ rằng sẽ có một chàng trai đi một chiếc dép tới lật đổ ông.

### Thử thách đi tìm Bộ lông cừu vàng
Nhiều năm sau, Pelias ra lệnh tổ chức một lễ hiến tế ở bờ biển để vinh danh thần Poseidon. Jason cũng như bao người khác được triệu đến dự lễ hiến tế. Trên đường tới Iolcus, anh đã làm mất một chiếc dép của mình khi băng qua sông Anaurus.  Trong  Aeneid của Virgil và Hyginus' Fabulae (13), Hera/Juno cải trang thành một bà lão và đựoc Jason giúp băng qua sông khi anh làm mất chiếc dép của mình.

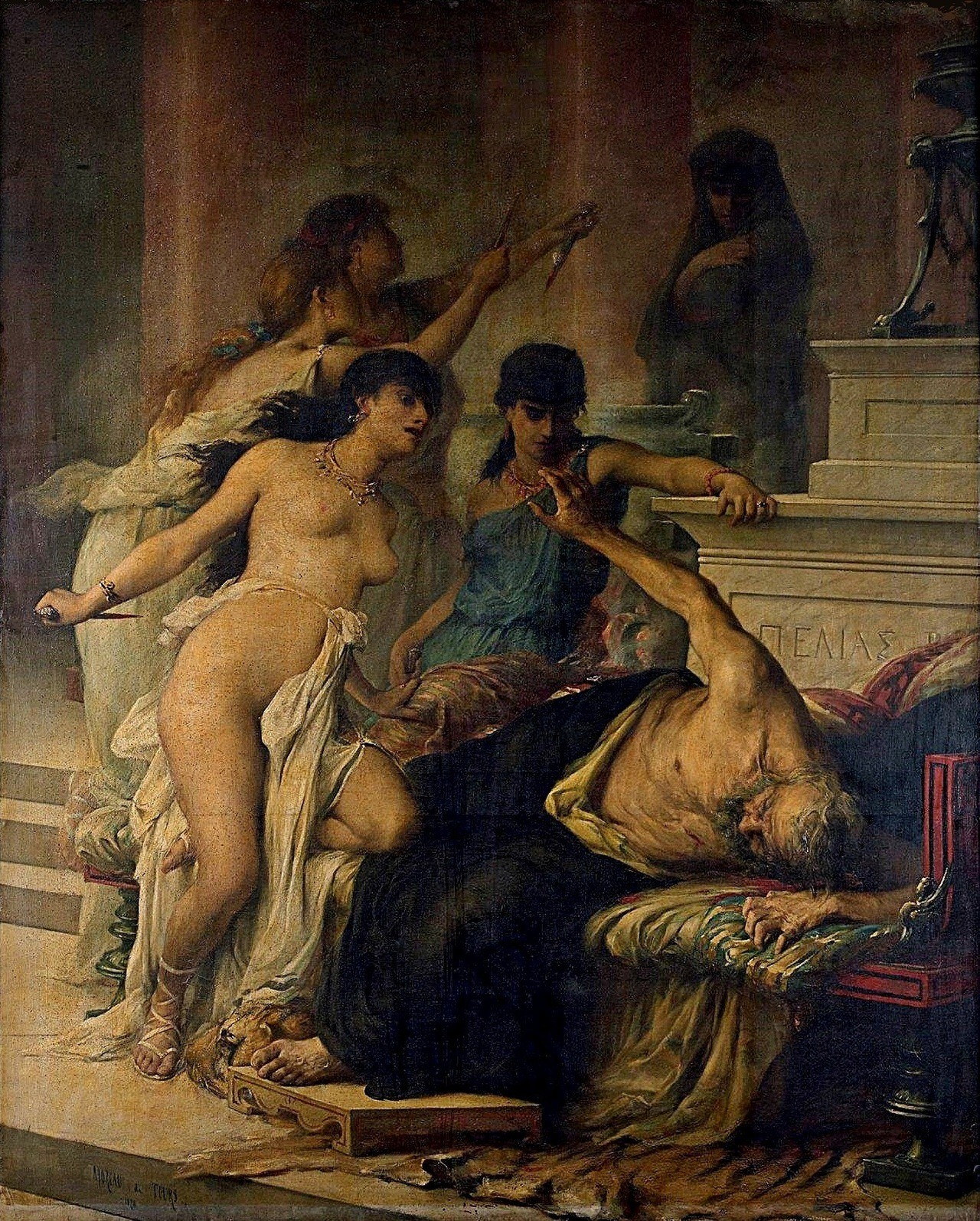
Những người con gái của Pelias sát hại cha mình, Georges Moreau de Tours (1878)

Khi Jason tới Iolcus, anh được coi là chàng trai chỉ đi độc nhất một chiếc dép. Hoảng sợ, Pelias tra hỏi Jason sẽ làm gì khi đối đầu với người mà anh sẽ lật đổ. Jason trả lời rằng anh sẽ trao cho người đó Bộ lông cừu vàng.  Pelias nhớ lời hứa của Jason và ra lệnh cho anh lên đường đi tìm Bộ lông cừu vàng. Nó được tìm thấy ở Colchis, trong một khu rừng thiêng liêng thuộc sự cai trị của thần Chiến tranh Ares. Mặc dù Bộ lông cừu vàng được treo đơn giản trên một cây sồi, nhưng dường như đây là nhiệm vụ bất khả thi khi có một con rồng luôn cảnh giác canh giữ nó.
Jason chuẩn bị bằng việc lệnh cho thợ đóng tàu Argus đóng một con tàu cỡ lớn đủ chứa cho năm mươi người, con tàu được anh đặt tên là Argo. Những người anh hùng tham gia thử thách này được biết đến là những thủy thủ Argonaut. Đến nơi, Jason thỉnh cầu để xin được Bộ lông cừu vàng từ vua Aeëtes xứ Colchis. Aeëtes yêu cầu Jason phải lồng ách vào đôi bò đực thở ra lửa đểc cày và chôn răng rồng xuống đất. Medea, con gái của Aeëté đem lòng yêu Jason. Vì được trời phú ban cho phép thuật, cô giúp Jason hoàn thành nhiệm vụ khó khăn. She đọc bùa chú khiến con rồng ngủ thiếp đi, khiến Jason có thể lấy được Bộ lông cừu vàng xuống từ cây sồi. Jason, Medea và các thủy thủ Argonaut rời Colchis, họ bắt đầu chuyến hành trình trở về Thessaly cùng với em trai của Medea là Absyrtus.

### Cái chết của Pelias
Trong lúc Jason vắng mặt, Pelias tưởng con tàu Argo đã bị đắm, ông đã nói điều này cho Aeson và Promachus biết, khiến họ uống thuốc độc tự vẫn. Dù điều này không rõ ràng nhưng có thể chính Pelias đã giết chết họ.
Khi Jason và Medea quay trở về, Pelias vẫn từ chối việc thoái vị. Medea lừa dối các Peliade, những người con gái của Pelias để họ giết cha mình. Cô nói với họ rằng cô có thể biến con cừu đực già thành con cừu đực trẻ bằng cách phân mảnh con cừu rồi luộc lên. Trong lúc chứng minh cho họ thế, một con cừu đực trẻ và còn sống nhảy ra khỏi nồi.  Quá phấn khích, những người con gái phân mảnh cha mình và ném chúng vào nồi, với hi vọng cha mình sẽ còn sống và trẻ lại. Đương nhiên là Pelias không thể sống sót.
Vì bị coi là đồng phạm của một tội ác khủng khiếp, Jason không thể trở thành vua. Con trai của Pelias là Acastus sau đó đã đày Jason và Medea tới Corinth rồi cải cách lại vương quốc.
Một dị bản khác của câu chuyện kể rằng Medea đã cắt cổ cha của Jason là Aeson, khiến ông thực sự sống lại, trở thành một chàng trai trẻ. Những người con gái của Pelias cũng bắt chước theo, họ cắt cổ cha mình khi được Medea hứa sẽ khiến Pelias trẻ lại. Cuối cùng, cô đã thất hứa và để Pelias chết.